# The Ritz-Carlton Hotel Company

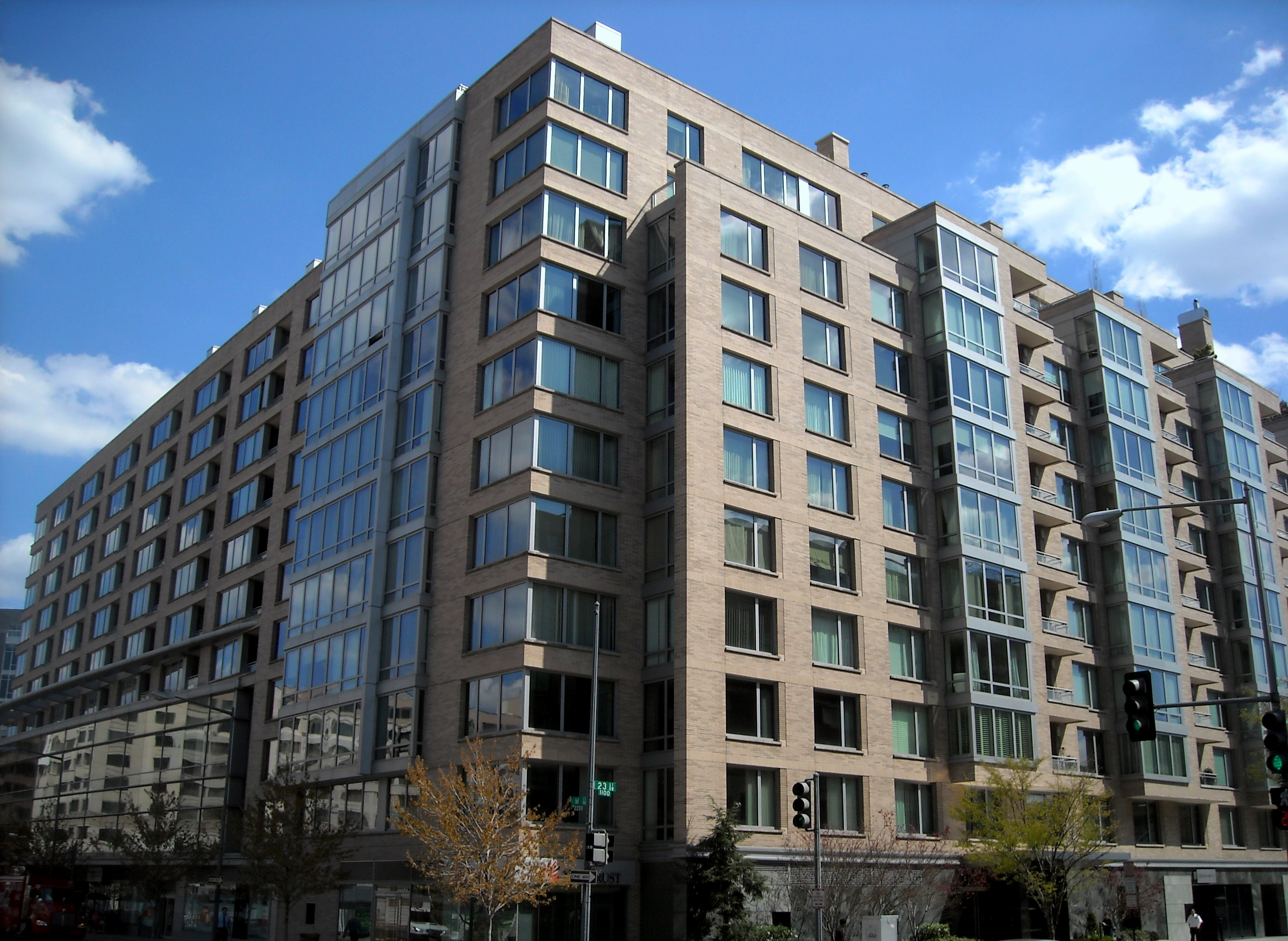
Hotel Ritz-Carlton de Washington, DC

A Ritz-Carlton é uma empresa estadunidense de hotéis de luxo e resorts, com 91 estabelecimentos espalhados por 30 países e territórios. Abriu seu primeiro hotel em Boston, nos Estados Unidos. Atualmente, a empresa é parte do Marriott International.